# Citocromi c
I citocromi c sono una classe di citocromi mitocondriali. Altre classi di citocromi mitocondriali sono i citocromi a e i citocromi b.

## Differenza tra citocromi a, b e c
- I citocromi a e b e alcuni citocromi c sono proteine integrali della membrana mitocondriale interna.

- I citocromi a e b hanno legami non covalenti con l'eme, i citocromi c covalenti.

## Citocromo c
Il citocromo c è una proteina solubile che si lega covalentemente sulla superficie esterna della membrana mitocondriale interna. Il rilascio di citocromi c nel citoplasma della cellula li rende automaticamente proteine pro-apoptotiche, il cui legame con recettori intracellulari porta la cellula verso il percorso di morte programmata.